# 윤반웅
윤반웅(尹攀熊, 1910년 7월 1일 ~ 1990년 7월 22일)은 대한민국의 장로교 목회자이자 반(反)독재 운동가이다.

## 생애
함경남도 신창군의 유교 가정에서 태어났다. 김재준의 영향으로 장준하와 함께 신학을 공부하게 되었고, 전도사를 거쳐 장로교 목사가 되었다.
함경북도 웅기군에서 목회를 하다가 한국 전쟁 때 월남하였다. 초기에는 여러 지역을 돌면서 피난민을 상대로 목회를 하였으며, 서울에 교회를 두 곳 세워 정착했다. 이후 현재의 동녘교회인 신흥교회에 재직하면서 유신체제에 대한 항거에 적극적으로 나섰다.
1974년의 민주회복국민선언과 1976년의 명동구국선언에 모두 참여했고, 1975년에는 정치범 석방을 요구하는 성명서를 발표했다가 구속되기도 하였다. 명동구국선언 때는 서명을 한 상태에서 박정희와 그 일당을 제거해 달라는 기도 적발로 먼저 체포되어, 본 행사에는 참석하지 못했다. 윤반웅은 명동구국선언 구속자 11명 가운데 최고령이었다.
다음은 윤반웅이 명동구국선언과 관련하여 긴급조치 위반 혐의로 유죄 판결을 받았을 때 법정에서 한 발언 중 일부이다. 발언 가운데 "박정희 씨"라는 표현은 당시로서는 매우 파격적인 것이었다.
내가 박정희 씨를 몰아내 달라고 기도를 한 것은 사실입니다. 그리고 나는 이런 학정도 이런 통치자도 원치 않습니다. 또 대통령으로 생각하지도 않고 있습니다.

제5공화국에서도 집권 신군부 세력에 대한 반대 운동을 계속했다. 다음은 1982년의 주일예배 중 기도의 일부이다.
이 나라를 불쌍히 여겨서 정치하는 사람들을 회개시켜 주옵소서. 속임수를 버리고 국민을 우롱하는 행동도 다 버리고 회개하여 하나님의 뜻을 순종하게 해 주시고, 특별히 전두환 그 사람을 회개시켜 주시고, 회개하지 않으면 그 사람을 오늘이라도 하나님의 권능으로 몰아내 주시기를 간절히 원합니다. 그래야 이 나라가 바로 되고 이 국민이 살 것입니다. (중략) 아버지 하나님, 또한 광주 피해 가족들이 얼마나 가슴이 아프겠습니까? 그 가족들을 위로해 주시고 그들의 피의 소리를 들으셔서 이 나라를 바로 잡아 주시기를 간절히 원합니다.

1990년 7월 22일 서울특별시 동대문구의 자택에서 노환으로 별세했다.

## 참고자료
- 조항철 (2002년 9·10월). “윤반웅 일화십선”. 《씨알의 소리》 (제168호).